# Caleb Strong
Caleb Strong (Northampton, 1745. január 9. – Northampton, 1819. november 7.) az Amerikai Egyesült Államok szenátora (Massachusetts, 1789–1796).